# Quadragesimo Anno
Quadragesimo Anno (espressione latina che significa "nella quarantesima ricorrenza" o "nel quarantesimo anno") è il titolo dell'enciclica sociale promulgata il 15 maggio 1931 da papa Pio XI che riafferma la validità della dottrina sociale della Chiesa cattolica secondo le linee della Rerum Novarum. Fu fortemente ispirata dalla situazione economica mondiale successiva alla caduta della borsa del 1929.

Pio XI in essa evidenzia le implicazioni etiche dell'attività economica, specialmente nell'epoca dell'industrializzazione, motiva le norme di quest'etica sia partendo dal Vangelo sia da principi di etica naturale, descrive a tinte realistiche i danni che derivano alla società e alla dignità dell'uomo sia dal capitalismo sfrenatamente incontrollato sia dal comunismo totalitario, e insiste sulla necessità della ricostruzione di un ordine sociale basato sui principi della solidarietà e della sussidiarietà.

## Novità rispetto alla Rerum Novarum
Papa Pio XI promulga la sua enciclica 40 anni dopo la Rerum Novarum. Durante questo intervallo di tempo erano apparsi altri documenti pontifici trattanti, sebbene non ex professo, temi similari a quelli della Rerum Novarum come, ad esempio, la Singulari Quadam (1912) di Papa Pio X (indirizzata all'episcopato tedesco e riguardante problemi della organizzazione e sindacalizzazione dei lavoratori cattolici), e la Maximam Gravissimamque (1924) (di Pio XI) (indirizzata alla Chiesa francese e proponente un modello di stesura degli Statuti di associazioni di lavoratori cattolici)
Nella prima parte della Quadragesimo Anno Pio XI plaude a e riassume il pensiero della Rerum Novarum e, in coerenza con esso, afferma il diritto e il dovere della Chiesa cattolica di avanzare autoritativamente la sua dottrina sociale come hanno fatto, tra gli altri, il suo predecessore della Rerum Novarum, del cui intervento si vedono già i frutti vantaggiosi per tutta la società; quindi, afferma che con questa enciclica si intende contribuire alla formazione e alla giusta evoluzione della coscienza sociale della nuova epoca; infine che da quando i lavoratori si sono associati e sindacalizzati le loro condizioni di vita sono migliorate, ma purtroppo non dovunque e non in maniera sufficiente. (n. 16-40).

## Proprietà privata
Se la Chiesa ha autorità riguardo al tema del rapporto tra lavoro e capitale perché sono in campo gravi elementi di etica, e propone norme che tuttavia non riguardano il piano della soluzione tecnica, ebbene proprio da tale naturale etica discende la "naturalità" della proprietà privata, perché essa favorisce il legittimo libero sviluppo, umano e spirituale, della persona. Tuttavia il diritto, e il fatto, alla privata proprietà deve essere orientato al bene comune: per questo lo Stato deve moderarlo con leggi e, in alcuni casi estremi, può ricorrere anche alla socializzazione di determinati beni necessari alla collettività. Anche in questo caso estremo, tuttavia, deve essere rispettato il principio di sussidiarietà, perché lo Stato non deve sostituirsi ai cittadini là dove essi sono in grado di fare da soli. (n. 114-116)

## Capitale e lavoro
Riguardo a questo tema, la Quadragesimo anno afferma che, oltre la necessità che queste relazioni tra capitale e lavoro siano regolate per leggi, che a loro volta devono essere conformi alla morale naturale, bene ripetuta e incarnata dal Vangelo, e per questo loda tutti gli sforzi passati per mitigare e far scomparire i contrasti, essa esorta a continuare su questa strada. Ma è detto chiaramente che la pace sociale è possibile soltanto quando i lavoratori saranno trattati con un "salario giusto". Tre elementi, secondo l'enciclica, concorrono a determinare il "salario giusto": che esso corrisponda ai bisogni personali del lavoratore e ne rispetti la dignità, che esso permetta al lavoratore di mantenere la famiglia, e che, nello stesso tempo, sia conforme alle condizioni dello stato attuale dell'economia. Il rispetto di questi principi è frutto della, e a sua volta la amplifica, solidarietà necessaria al bene comune. (n. 63-75).

## Ordine sociale
Mentre il papa spinge per una maggiore solidarietà e collaborazione tra lavoratori e datori di lavoro, dipinge un quadro assai severo circa il capitalismo lasciato senza regole morali e legali, specialmente quello espresso dalle società di capitali anonime che riescono ad imporsi agli stessi stati. Da qui provengono danni per i “deboli” e per le stesse imprese di minore consistenza che non riescono ad accedere al credito e destinate a soccombere di fronte alle grandi. L'ordine sociale, in questi casi, esige che il capitalismo sia governato da leggi giuste per evitare che prevalgano gli interessi individuali su quelli della collettività.
Contemporaneamente viene respinta la lotta di classe come normale e necessario criterio di sviluppo e come via per la eliminazione di altre classi. (109).
In nome dell'ordine sociale e della necessaria solidarietà, la Quadragesimo Anno rifiuta lo sciopero, o lo sconsiglia severamente: quando le due parti non trovano l'accordo, intervenga l'arbitro stabilito dalla legge (il “giudice” dice il testo dell'enciclica); ciò è detto al numero 95.

## Comunismo e socialismo
Viene decisamente respinto il comunismo, prima che per ragioni di politica sociale ed economica, per motivi religiosi e di etica naturale: il giudizio del comunismo sulla religione viene definito "empio" oltre che falso (n 113); mentre si nota come un giudizio sospeso, sebbene se ne rilevino gli errori religioso-sociali (n. 128), circa i diversi Socialismi in generale che sembrano ormai orientati a distinguersi dal comunismo (n. 111, 113). Nel comunismo, al di fuori dell'ansia e aspirazione dei popoli alla giustizia sociale, vien visto una specie di male assoluto. Viene ribadita la condanna della lotta di classe (n. 114) in generale propugnata anche dai socialismi,  come strumento per arrivare alla soluzione dei problemi sociali o come via per il progresso sociale, perché dannosa per la società e contraria al Vangelo. I contrasti sociali vanno risolti alla luce dell'etica, che si basa anche sulla religione, e della solidarietà: queste sono il nodo dove la Chiesa si incontra e collabora anche con la civiltà industriale. (n. 127-148)